# Incidente do alarme de mísseis falso na União Soviética em 1983
No dia 26 de setembro de 1983, o radar de aviso rápido [en] contra um ataque nuclear anunciou o lançamento de um míssil balístico intercontinental com outros quatro em seguida a partir de bases dos Estados Unidos. Os alarmes foram considerados como alarmes falsos por Stanislav Petrov, um oficial das Forças de Defesa Aérea Soviética em atividade no centro de comando. Ele decidiu aguardar por evidências que corroborasse, (o que não aconteceu) em vez de transmitir o alarme através da cadeira de comando. É considerado que a decisão tenha evitado um ataque nuclear retaliatório contra os EUA e seus aliados do OTAN, o que provavelmente teria resultado numa guerra nuclear total. Uma investigação posterior determinou que o sistema de fato havia emitido um alarme falso.

## Origem
O incidente ocorreu numa época de relações complicadas entre os Estados Unidos e a União Soviética. Respondendo a implementação de quatorze mísseis nucleares SS-20/RSD-10, a NATO Double-Track Decision [en] foi realizada em dezembro de 1979 pelo comando militar da OTAN para a implementação de 108 mísseis nucleares Pershing II [en] na Europa Ocidental com a habilidade de atingirem alvos no oriente da Ucrânia, Bielorrússia ou Lituânia em até 10 minutos e os mísseis de maior alcance, porém mais lentos, BGM-109G Ground Launched Cruise Missile [en] para atingirem alvos ainda mais no leste. No meio de fevereiro de 1981 e continuando até 1983, os Estados Unidos iniciaram operações psicológicas. Estes testes foram criados para testas a vulnerabilidade dos radares da União Soviética e para demonstrarem as capacidades nucleares dos EUA. Estes incluíram operações navais clandestinas nos mares de Barents, norueguês, negro e Báltico além do GIUK gap [en], como também voos de bombardeios estadunidenses, ocasionalmente diversas vezes por semana, na direção do espaço aéreo Soviético e que retrocediam somente no último momento.
"Realmente os afetou," lembra o Dr. William Schneider Jr. [en], [ex] subsecretário de Estado para assistência militar e tecnológica que viu "relatos feitos após o evento" classificados que indicavam a atividade aérea estadunidense. "Eles não sabiam o que significava. Um esquadrão voaria na direção do espaço aéreo Soviético, fazendo com que os radares acendessem e as unidades entrassem em alerta. Então, no último minuto, o esquadrão retornaria."
De acordo com relatos da CIA e oficiais da KGB [en], em maio de 1981, ao estarem obcecados com os paralelos históricos entre 1941 e a retórica de Reagan, além de não possuírem capacidade de defesa contra os Pershing II, os líderes Soviéticos acreditavam que os EUA estivessem preparando um ataque nuclear secreto contra a URSS e iniciaram a Operação RYaN [en]. Com isso, os agentes no exterior monitoravam o pessoal de serviço e técnico quem implementariam um ataque nuclear com o objetivo de evitá-lo ou de terminar a Destruição mútua assegurada.
No dia 1 de setembro de 1983, o exército soviético derrubou o avião de passageiros Korean Air Lines 007 que havia entrado em seu espaço aéreo. Todos os 269 abordo foram mortos, incluindo o Congressista Larry McDonald e outros estadunidenses.
Bruce Blair, um especialista nas estratégias nucleares da Guerra Fria e ex-presidente do World Security Institute [en] em Washington diz que a relação Estadunidense-Soviética da época:
"... havia deteriorado-se de tal forma que a União Soviética como um sistema—não somente o Kremlim, não somente o líder Iuri Andropov, não somente a KGB, mas como um sistema—estava preparado para esperar um ataque e retaliar rapidamente. Estava em alerta total e estava bem nervoso e vulnerável a erros e acidentes. O alarme falso que ocorreu durante a supervisão de Petrov não poderia ter vindo numa fase mais perigosa e intensa das relações entre os dois países."
Numa entrevista para a televisão estadunidense, Blair disse que "Os Russos (Soviéticos) viam um governo estadunidense preparando-se para o primeiro ataque, liderado por um Presidente Ronald Reagan capaz de ordenar tal ataque." Sobre o incidente com Petrov, ele disse que "Acredito ser o mais perto que nosso país já esteve de uma guerra nuclear acidental."

## Incidente
No dia 26 de setembro de 1983, Stanislav Petrov, um tenente-coronel das Forças de Defesa Aérea Soviética, era o oficial em atividade no bunker Serpukhov-15 [en] perto de Moscou onde estava o centro do comando dos satélites de aviso inicial de nome código Oko. Suas responsabilidades incluíam observar o sistema dos satélites e notificar seus superiores no caso de algum ataque contra o território Soviético. Se os satélites notificassem que haviam detectado mísseis em direção ao território nacional, a estratégia do país era o de um contra ataque imediato na direção dos Estados Unidos (Launch on warning [en]), especificado na doutrina de destruição mútua assegurada.
Pouco após a meia noite, os computadores anunciaram que um ICBM estava indo na direção da União Soviética a partir dos Estados Unidos. Petrov considerou que a detecção era um erro de computador, já que um primeiro ataque dos Estados Unidos provavelmente envolveria milhares de lançamentos simultâneos com o objetivo de desabilitar qualquer contra ataque soviético. Além disto. a confiabilidade do sistema já havia sido questionada no passado. Petrov considerou o aviso como um alerta falso, apesar dos relatos do evento diferem se ele notificou seus superiores ou não após concluir que as detecções eram falsas e que nenhum míssil havia sido lançado. Sua suspeita de que o sistema de alerta estava defeituoso foi confirmada quando nenhum míssil chegou. Posteriormente, os computadores identificaram quatro outros mísseis no ar, todos na direção da União Soviética. Petrov suspeitou que era outro defeito, apesar de não ter tido como confirmar. Os radares de solo da União Soviética foram incapazes de detectar quaisquer mísseis além de horizonte.
Fora subsequentemente determinado que os alarmes falsos foram causados por alinhamento raro da luz do Sol em nuvens de alta altitude e as órbitas Molnia, algo que fora posteriormente corrigido ao realizar um referenciamento cruzado com um satélite geoestacionário.
Ao explicar os fatores que levaram para sua decisão, Petrov citou sua crença e treinamento de que qualquer primeiro ataque dos EUA seria massivo, então cinco mísseis seria um começo ilógico. Além disto, o sistema de detecção era novo e em sua visão ainda não completamente confiável, enquanto os radares de solo não haviam detectado quaisquer evidências após vários minutos do alarme.

## Consequências

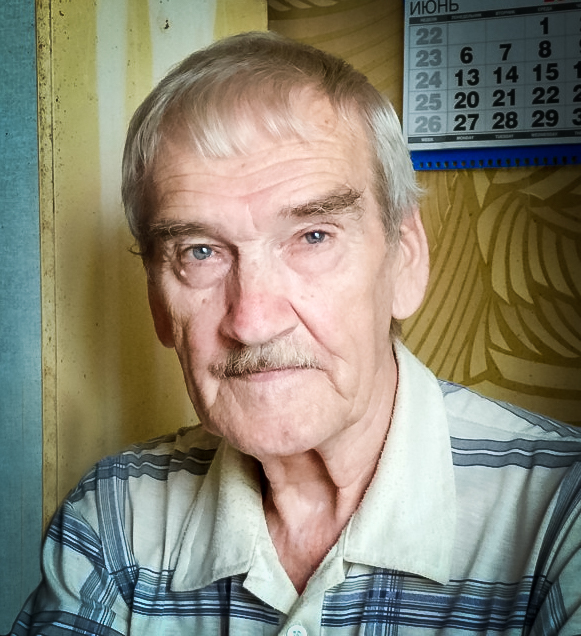
Stanislav Petrov em 2016

Petrov passou por um questionário intenso vindo de seus superiores sobre suas ações. Inicialmente, ele foi celebrado por sua decisão. O General Yuri Votintsev, então comandante das Unidades de Defesa de Mísseis da União Soviética, que foi o primeiro a ouvir o relatório de Petrov sobre o incidente (e o primeiro a revelá-lo publicamente em 1998), declarou que suas "ações corretas" foram "corretamente notadas". Petrov relatou que havia sido celebrado por Votintsev e que havia sido prometido um prêmio, mas lembrou que recebeu uma reprimenda por não ter conseguido preencher a documentação de forma correta com o pretexto de que não havia descrito o incidente no diário militar.
Ele não recebeu prêmios. De acordo com Petrov, o motivo foi de que o incidente e outros erros encontrados no sistema de detecção de mísseis envergonhavam seus superiores e os cientistas influentes que eram responsáveis, então se ele fosse oficialmente premiado, eles teriam de serem punidos. Foi-lhe atribuído um posto menos sensível, teve uma aposentadoria prematura (apesar dele ter enfatizado que não havia sido "forçado para fora" do exército, como algumas fontes ocidentais alegam), e sofreu um colapso nervoso.
Oleg Kalugin, ex chefe de contrainteligência estrangeira da KGB que conhecia bem o líder Yuri Andropov disse que a desconfiança de Andropov contra os líderes estadunidenses era profunda. Era possível que se Petrov declarasse que os avisos eram válidos, tal relatório errôneo teria feito com que a liderança soviética viesse a tornar-se belicosa. Kaligin disse: "O perigo estava na liderança soviética pensar, 'Os estadunidenses podem atacar, então é melhor eu atacar primeiro'".